# Rick Ravanello
Rick Ravanello, właśc. Richard Alexander Ravanello (ur. 24 października 1967 w Cape Breton) – kanadyjski aktor i kulturysta.

## Życiorys

### Wczesne lata
Urodził się w Cape Breton, w Nowej Szkocji w Sydney jako najstarszy z czterech synów Katherine i Richarda Ravanello. Miał trzech młodszych braci, Chrisa, Lawrence’a i Michaela, który zmarł po urazie mózgu, którego doznał w 1994. Wychował się w okolicy miejscowości Mira na wyspie Cape Breton. Ukończył szkołę średnią Riverview Rural High School w Coxheath (Nowa Szkocja). Jako nastolatek zaczął ćwiczyć podnoszenie ciężarów. Chciał zostać policjantem. W latach dziewięćdziesiątych był kulturystą.

### Kariera
W 1996 został odkryty w centrum handlowym i trafił do reklamy ChapStick. Kilka tygodni później zadzwoniła agencja reklamowa i zaangażowała go do reklamy pasty do zębów Crest. Pojawił się gościnnie w kilku serialach, w tym w Gwiezdnych wrotach (1997) i Millennium (1997). W dreszczowcu telewizyjnym Kryzys w Białym Domu (Loyal Opposition: Terror in the White House, 1998) z Joan Van Ark wystąpił w roli młodego żołnierza Marynarki Wojennej, a w filmie o superbohaterach Nick Fury (Nick Fury: Agent of S.H.I.E.L.D., 1998) u boku Davida Hasselhoffa zagrał szeregowego J. Vaughna. Stacja UPN powierzyła mu rolę Mednauta Thurstona w serialu fantastyczno-naukowym Mercy Point (1998–1999). W dreszczowcu sensacyjnym Y2K (1998) z Louisem Gossettem Jr. wystąpił jako twardy wojskowy Thompson. W dramacie wojennym Wojna Harta (Hart’s War, 2002) z Bruce’em Willisem został obsadzony w roli majora Joego Clary’ego.

## Filmografia

### Filmy
- 1997: Zabójca naszej matki (Our Mother's Murder, TV) jako oficer Calder
- 1998: Nick Fury (Nick Fury: Agent of S.H.I.E.L.D., TV) jako agent J. Vaughn
- 1998: Krzywe odbicie (Shattered Image, TV) jako mężczyzna w restauracji
- 2002: Wojna Harta (Hart's War) jako major Joe Clary
- 2003: Samotny kowboj (Monte Walsh, TV) jako Henry Louis "Sugar" Wyman
- 2005: Jaskinia (The Cave) jako Briggs
- 2006: Wymyślona przyjaciółka (Imaginary Playmate, TV) jako Michael Driscoll
- 2008: Miłosna pułapka (Fatal Kiss) jako Nicholas Landon
- 2011: Snitch (Witness Insecurity) jako Anthony
- 2014: Outpost 37 (także Alien Outpost) jako Spears
- 2015: W ukryciu (Driven Underground, TV) jako Karl Harvey

### Seriale TV
- 1997: Madison jako Erik
- 1997: Gwiezdne wrota jako strażnik
- 1997: Liceum na morzu jako Apollo
- 1998: Kochanie, zmniejszyłem dzieciaki jako Lars
- 1999: Pierwsza fala jako Joel Langley
- 1999: Wydział do spraw specjalnych jako John Hatcher
- 2000: To niesamowite jako Lal Nereus
- 2001: Misja w czasie jako major Gary Jones
- 2002: Bez śladu jako Brad Dunsmore
- 2002: Puls miasta jako Sean Dornan
- 2003: CSI: Kryminalne zagadki Las Vegas jako Ranger Stone
- 2004: 24 godziny jako kpt. Reiss
- 2004: Detektyw Monk jako detektyw
- 2005: Gotowe na wszystko jako Bill Cunningham
- 2005: Podkomisarz Brenda Johnson jako Devlin Dutton
- 2006: Skazani za niewinność jako Devlin Dutton
- 2009: Defying Gravity jako Jeff Walker
- 2010: Castle jako Steve Adams
- 2010: Trawka (Weeds) jako Lars Guinard
- 2012: W sercu Hollywood (Hollywood Heights) jako Trent McCall
- 2012: Nikita jako Nicholas Brandt
- 2015: Skorpion jako Marcus Bronson
- 2015: Zabójcze umysły jako Bernard Graff
- 2016: Zabójcza broń jako David Garrison
- 2017: Szpital miejski (General Hospital) jako Garvey